# 工人力量 (爱尔兰)
工人力量（英語：Workers Power）是爱尔兰的一个已不存在的小型托洛茨基主义组织。该组织成立于1976年，由1970年代初被社会主义工人运动开除的一个派别发展而来。该组织成立时取名为爱尔兰工人团体，后改名为工人力量。该组织主要在都柏林、德里、戈尔韦等地开展活动。该组织曾出版一本关于詹姆斯·康诺利的书。
该组织曾是争取第五国际联盟的成员。2006年，该组织的大部分成员被争取第五国际联盟开除联盟成员资格。